# Pavao Pavličić
Pavao Pavličić (n. 16 august 1946, Vukovar, Vukovar-Srijem, Croația) este un scriitor, istoric literar și traducător croat. A scris mai ales romane polițiste. Pavličić scrie atât literatură pentru adulți, cât și literatură pentru copii.
Pavličić a publicat peste șaizeci de cărți, a tradus din limba italiană și a scris mai multe scenarii de film și televiziune. Este unul dintre cel mai productivi scriitori croați.

## Biografie
Pavao Pavličić s-a născut la 16 august 1946, la Vukovar, unde a absolvit școala elementară și liceul. În 1969, a absolvit Facultatea de Filosofie a Universității din Zagreb cu o diplomă în literatură comparată și limba italiană, iar în 1974 și-a luat doctoratul cu o teză în domeniul metricii (A șasea rimă în literatura croată: aspecte literar-teoretice și literar-istorice).
Din 1997, Pavličić este membru cu drepturi depline al Academiei Croate de Științe și Arte (în latină: Academia Scientiarum et Artium Croatica; în croată: Hrvatska akademija znanosti i umjetnosti, HAZU).
În 2014, a câștigat premiul Zvane Črnja pentru Narodno veselje.
Povestirea sa „Dobri duh Zagreba” a fost adaptată ca Ritam zločina (Ritmul crimei, 1981), un film thriller science-fiction de Zoran Tadić. Romanul său Umjetni orao a fost ecranizat de Zoran Tadić ca Orao (Vulturul), un film dramatic din 1990.
A câștigat premiul NIN (în sârbă: Ninova nagrada, Нинова награда) în 1981 pentru lucrarea sa „Act de seară” (în sârbă: Večernji akt, Вечерњи акт).